# 冈比亚国民议会
冈比亚国民议会（英語：Gambia National Assembly）是冈比亚的国家立法机关。冈比亚国民议会实行一院制，由53名议员组成。每届议会任期5年。现任议长是Abdoulie Bojang。